# Speyburn
Speyburn est une distillerie de whisky fondée en 1897 à Rothes en Écosse par John Hopkins & Company.
Speyburn est une marque assez peu connue au Royaume-Uni et en Europe occidentale. Elle est par contre la première marque vendue en Finlande et une des dix premières aux États-Unis[réf. nécessaire].
La distillerie appartient à Inver House Distillers Limited (propriété du groupe thaïlandais ThaiBev qui possède aussi Knockdhu, Old Pulteney ou Balblair).

## Histoire
Le site de la distillerie Speyburn a été choisi par John Hopkins lui-même pour la présence d’une source d’eau non polluée à proximité. La distillerie a été construite sur les plans du grand architecte écossais de l’industrie du whisky, Charles Doig. La distillation a commencé le 15 décembre 1897.
En 1900, Speyburn est la première distillerie à abandonner la méthode traditionnelle de maltage, c'est-à-dire faire reposer le malt sur le sol, et à utiliser des cuves spéciales. Ces cuves ne sont plus utilisées depuis les années 1960 mais elles sont toujours sur place car elles ont été classées monument historique.
En 2014, la distillerie sponsorise le projet de créer des passages de remontée de la rivière pour  permettre aux saumons de rejoindre leurs espaces de reproduction.
En juillet 2015, Inver House lance Speyburn en Inde en partenariat avec Dhall Beverages pour assurer la distribution. En 2016, la distillerie double sa capacité de production, passant de 1,8 à 4 millions de litres de whisky produit par an. Cet investissement de £10 millions s'appuie sur la perspective de conquête de nouveaux marchés : l'Inde, la Pologne, et le Kazakhstan.

## La production
Speyburn possède une cuve de brassage 5,5 tonnes et six cuves de fermentations en pin Douglas. La distillation se fait au moyen de deux alambics, un wash stills de 12 500 litres et trois spirit stills de 11 500 litres.

### Versions officielles
- Speyburn 10 ans 40°
- Speyburn 25 ans Solera 58.5°

### Embouteillages indépendants
Quelques rares versions de chez Cadenheads et Gordon & MacPhail